# Best Denki Stadium
Das Higashihirao-Park Hakata-no-Mori-Ballsportstadion (japanisch 東平尾公園博多の森球技場 Higashihirao-kōen Hakata no mori kyūgijō, englisch Hakata no mori Stadium) ist ein Rugby- und Fußballstadion in der japanischen Stadt Fukuoka in der gleichnamigen Präfektur. Nach Verträgen mit dem Spieleentwickler Level-5 hieß es ab 2008 Level-5 Stadium (レベルファイブスタジアム, reberu faibu sutajiamu, kurz レベスタ, Rebesuta). Die am 13. Juli 1995 eröffnete Anlage fasst 22.563 Zuschauer, davon 16.167 auf überdachten Plätzen. Es ist das Heimspielstätte von Kyūshū Denryoku, Kyūden Voltex und den Coca-Cola West Red Sparks aus der Top League, von Avispa Fukuoka aus der J. League und den Fukuoka J Anclas aus der Nihon Joshi Soccer League („L. League“).

## Geschichte
Das Hataka-no-Mori-Stadion wurde 1995 für die Sommer-Universiade in Fukuoka eröffnet. Der Eigentümer ist die Stadt Fukuoka, Betreiber eine eigenständige gemeinnützige Stiftung (kōeki-zaidan-hōjin), die Fukuoka-shi midori no machizukuri kyōkai (福岡市緑のまちづくり協会 deutsch ‚Gesellschaft für grüne Stadterneuerung der Stadt Fukuoka‘, englisch Fukuoka City Greenery Town Planning Association), die für Grün- und Sportanlagen in der gesamten Stadt verantwortlich ist. Die Fußballwerksmannschaft des Sicherheitsunternehmens Chūō Bōhan zog als JFL-Mannschaft von Fujieda nach Fukuoka und nannte sich nun Fukuoka Brooks. 2003 brachte die Gründung der Top League regelmäßige Ligaspiele der in Fukuoka ansässigen Mannschaften von Kyūshū Denryoku und Coca-Cola ins Stadion. 2009 war es Austragungsort der neuen IRB-U20-Junioren-Weltmeisterschaft. 2019 soll es für die Rugby-Weltmeisterschaft genutzt werden.
Die zehn Mrd. JPY (ca. 75,3 Mio. €) teure Sportstätte liegt im Stadtteil Higashihirao im Stadtbezirk Hakata östlich des Flughafens Fukuoka. Nebenan im Higashihirao-Park (Spitzname Hakata no Mori, also „Wald von Hakata“) befinden sich unter anderem eine Baseball- und eine Tennisanlage, ein Leichtathletikstadion mit Außenplatz und das „Accion Fukuoka“ (アクシオン福岡 Akushion Fukuoka), das aus einer Halle und einem Schwimmstadion besteht.
Nachdem Level-5 den Sponsoringvertrag nicht für die Saison 2020 verlängern wollte, wurde Best Denki, ein Elektronikhändler mit Sitz in Fukuoka, neuer Sponsor. Seit dem 1. März 2020 heißt das Stadion Best Denki Stadium (ベスト電器スタジアム, kurz: Bes-Sta, ベススタ).

## Galerie

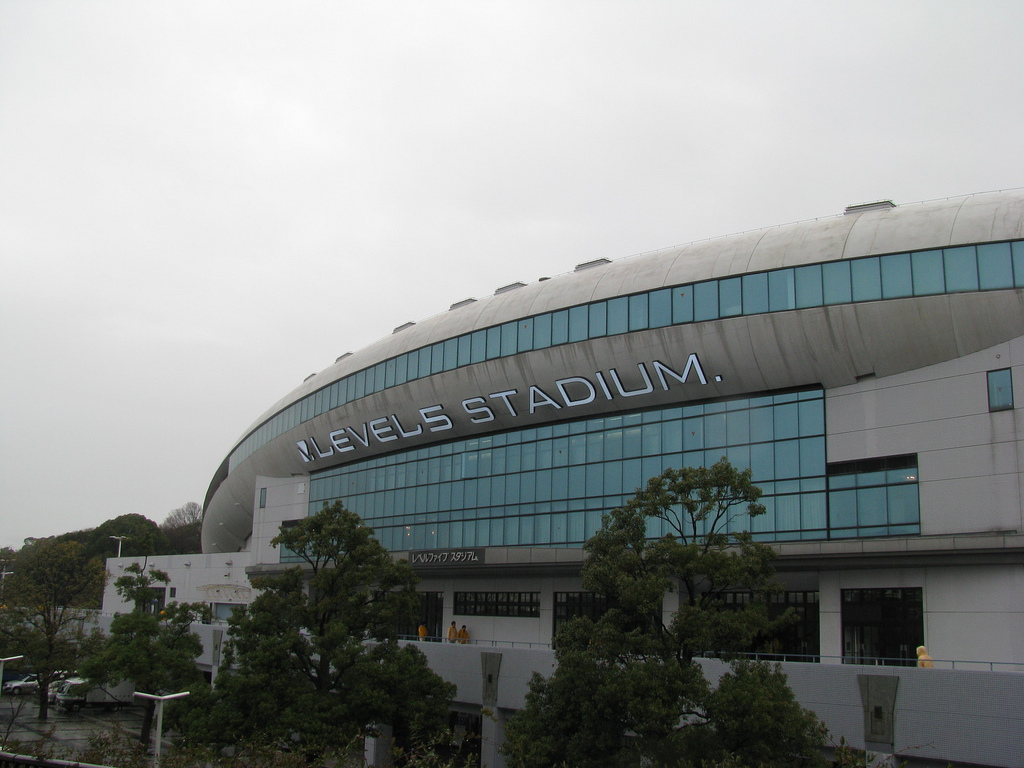
Außenansicht
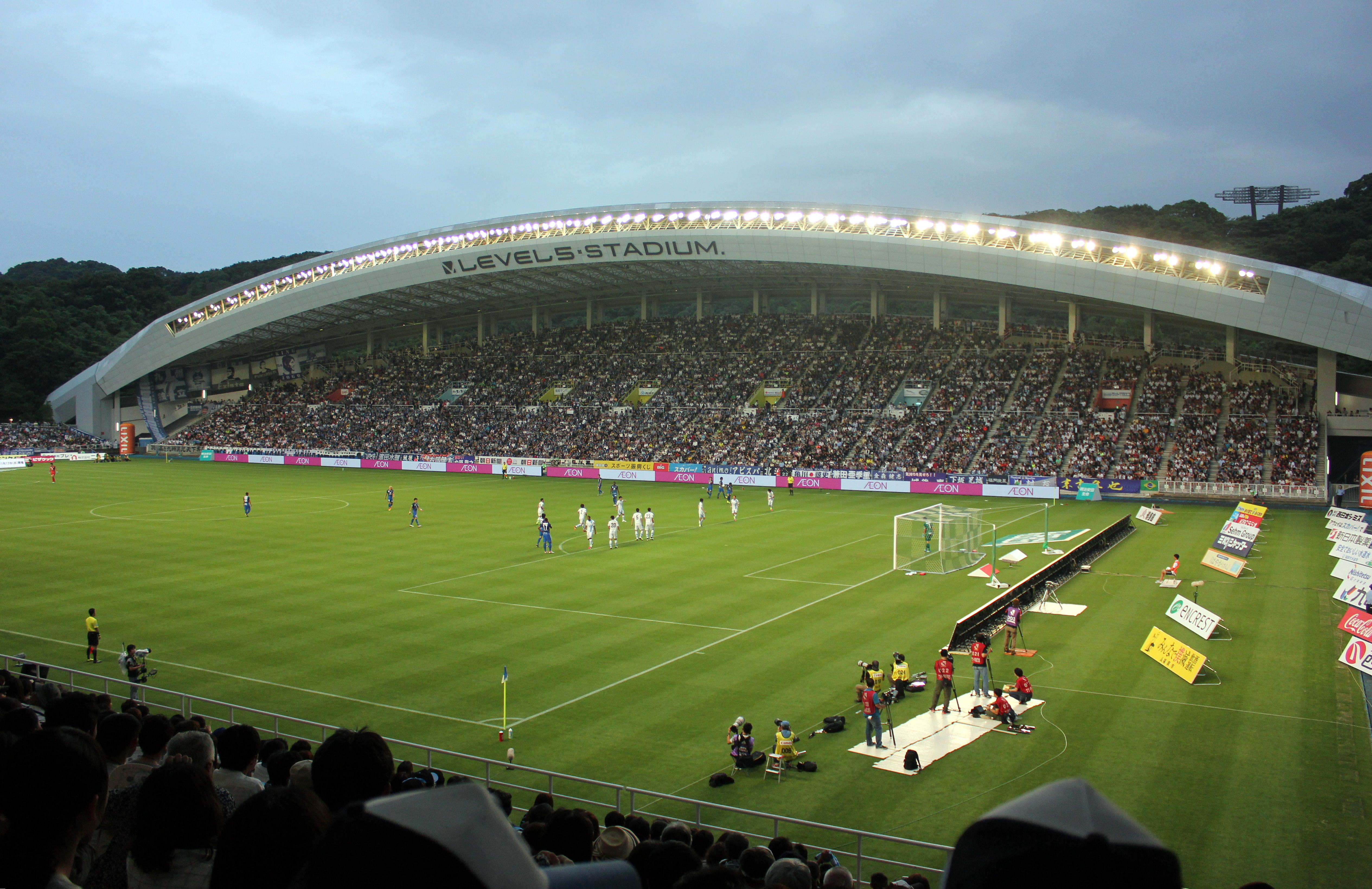
Überdachte Längstribüne
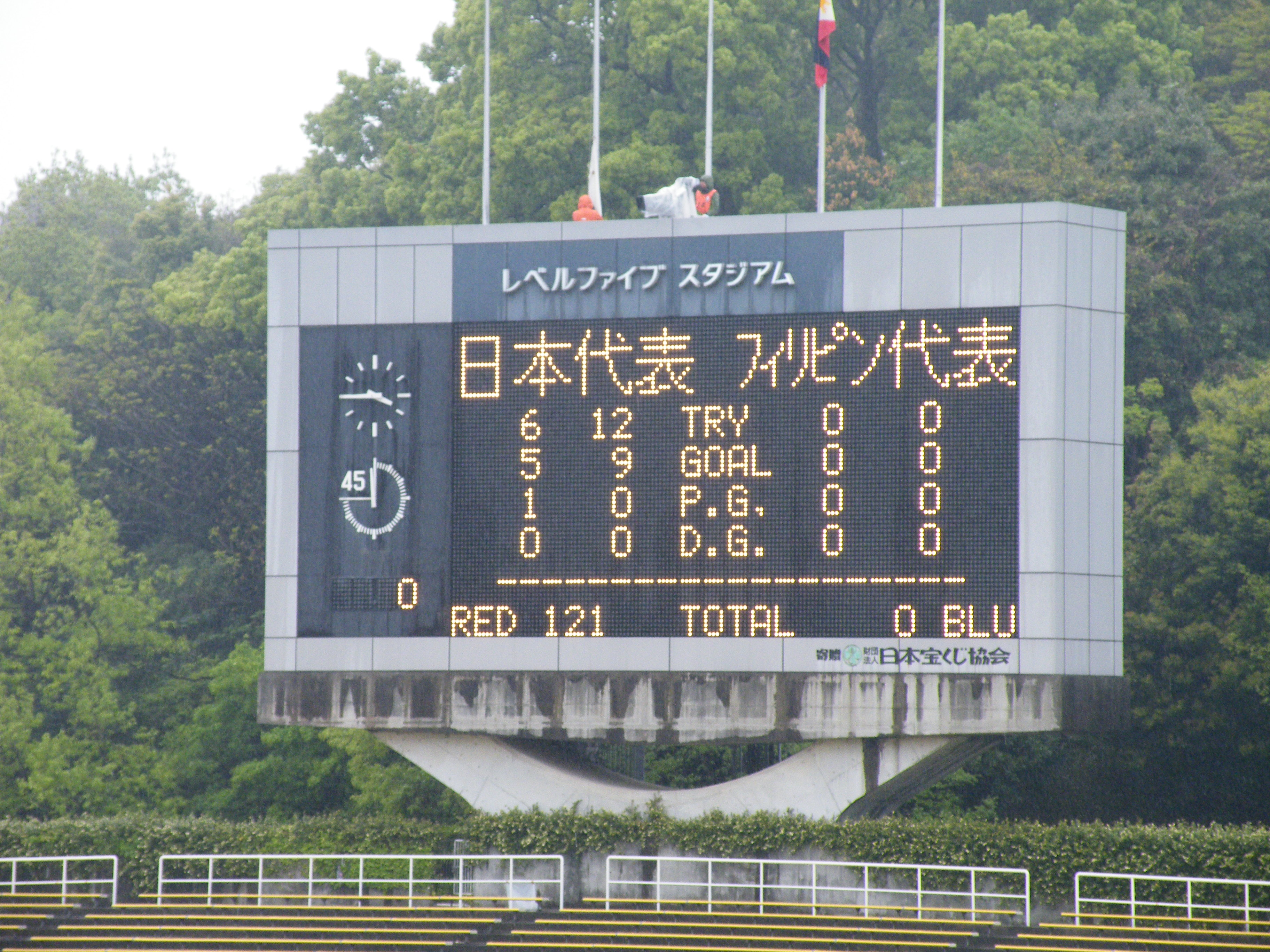
Die Anzeigetafel des Stadions
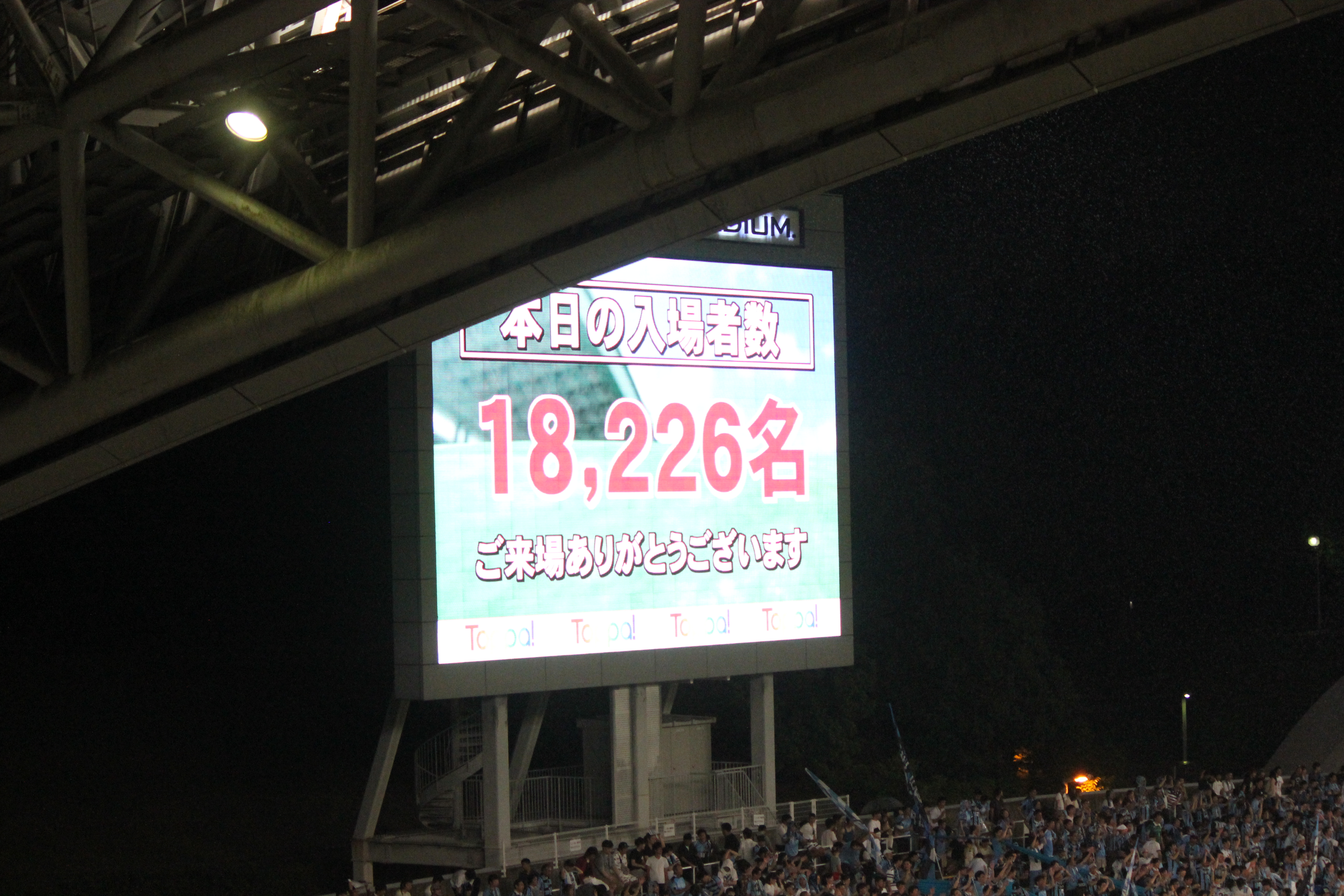
Die Videowand
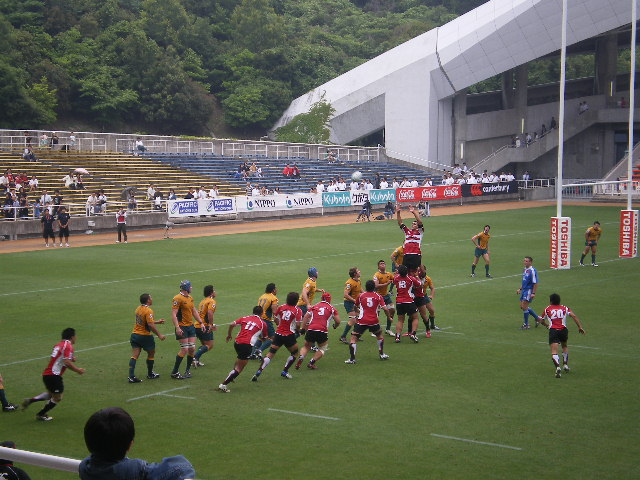
Blick auf die Nordtribüne bei einem Rugby-Länderspiel zwischen Japan und Australien am 8. Juni 2008 beim Pacific Nations Cup.